# 디핵
디핵(1994년 10월 19일 ~)은 대한민국의 래퍼다. 2016년 EP 앨범 [D의 환상]으로 정식 데뷔했다.

## 방송
- 쇼미더머니4 (2015) - Top52
- 쇼미더머니8 (2019) - 1차 예선 탈락